# Stan Barets
Pour l’ingénieur français, voir Jean Barets.
Stanislas Barets, né le 12 février 1949 et mort le 18 juillet 2017, formé en politique et en économie, diplômé de Cambridge, traducteur, écrivain, critique, libraire, est un spécialiste français de la science-fiction.

## Biographie
Stan Barets est le fondateur avec son épouse de Temps Futurs, librairie spécialisée dans la science-fiction. Il a collaboré aux principaux magazines du genre : Fiction, Univers, Science-Fiction magazine et Métal hurlant. Il dirige également Circus et Vécu chez Glénat. Il est aussi rédacteur en chef de Playboy et le premier traducteur d'Akira. Pour Hachette, il participe à la rédaction de l’encyclopédie Planète BD.
En 1979, il publie un Catalogue des âmes et cycles de la S.F., qui se concentre sur les auteurs après Mai 68. L'ouvrage attire des critiques positives dans Le Monde, qui signale un « dictionnaire qui comprend l'analyse de cinq cents ouvrages », « précis et objectif » et rédigé « avec pertinence et humour ». D'après Patrick Gaumer, spécialiste de la bande dessinée, Barets est « le premier à avoir comptabilisé les publications [...] avec Jean-Luc Fromental et José-Louis Bocquet ». Le Catalogue est aussi cité comme référence par Sud Ouest. Barets reprend et complète ce travail qu'il publie en 1994 chez Denoël dans la collection « Présence du futur » sous le titre Le Science-fictionnaire (encyclopédie en deux tomes de la science-fiction).
De 1981 à 1983, il dirige la collection d'Heroic fantasy "Temps futurs".
Il a également joué un rôle important[Lequel ?] dans le développement de la critique française de la bande dessinée. En 1987, avec Thierry Groensteen, il coordonne l'édition de L'Année de la bande dessinée et tous deux en signent l'éditorial.
En 1988, il est délégué général du salon de la bande dessinée d'Angoulême.[réf. nécessaire]

### Principaux ouvrages
- SF Quiz (En coll. avec Sophie Barets & Alain M. Villemur) (guide, science-fiction), Paris, 1977
- Catalogue des âmes et cycles de la S.F., ed. Denoël, coll. Présence du Futur no 275, Paris, 1979.
- Catalogue des âmes et cycles de la S.F., ed. Denoël, coll. Présence du Futur no 275, Paris, 1981.
- Le Science-Fictionnaire - 1 , ed. Denoël, coll. Présence du Futur no 548, Paris, 1994.
- Le Science-Fictionnaire - 2 , ed. Denoël, coll. Présence du Futur no 549, Paris, 1994.

### Sélection d'articles et de préfaces
- Interview de Jorodowsky sur "Dune"  in "Imagine" no 1 (avec Sophie Barets), 1975  (Entretien)[7]
- Sheckley le candide, J'ai Lu, Paris 1976 (Entretien)[8]
- Entretien avec J.G. Ballard (1977)  (avec Yves Frémion), 1977  (Entretien)[9]
- Nous vivons l'ère des réalismes imaginaires : in Univers 08, J'ai Lu no 732, Science-Fiction , no 732 entretien avec J. G. Ballard, Février 1977  (Article)[10]
- Mort d'un aventurier (Philippe Druillet), Métal Hurlant no 37, Les Humanoïdes Associés, janvier 1979 (Article)[11]
- Profession : libraire , in : L'Année 1979-1980 de la Science-Fiction et du Fantastique, Julliard, avril 1980  (ISBN 2-260-00210-2) (Article)[12]
- Les Aventuriers de la langue universelle, in Bientôt no 3, juin 1981 (Article)[13]
- Tim White, in Bientôt no 3, juin 1981 (Article)[13]
- Robby, in Bientôt no 4, juillet 1981 (Article)[14]
- Silverberg : " J'écris parce que Picasso peignait..." , in Bientôt no 4, juillet 1981 (Article)[15]
- Une succursale de la science-fiction nommée heroic fantasy, 1982  (Article, Orbites no 2, mai 1982)[16]
- La Boîte aux questions Voir Infos de Science-Fiction Magazine (ancienne revue)[17]
- La Boîte aux questions Voir Courrier des lecteurs de Science-Fiction Magazine (ancienne revue)
- Éditorial Voir Éditorial d'Imagine
- L'Invention du XXIe siècle Voir Infos de Bientôt[18]
- Le Bras de fer de Tarzan et de Robinson Crusoé , in Les Robinsons du cosmos, Nouvelles éditions Oswald (NéO), no 209  (ISBN 2-7304-0493-7)[19] (Préface)
- Y a-t-il une vie intelligente sur la Terre ? in : Le Premier octobre il sera trop tard, Nouvelles éditions Oswald (NéO), no 119  (ISBN 2-7304-0279-9), septembre 1984 (Préface)[20]

### Traductions
- Akira (manga), 6 tomes noir et blanc. Glénat, Paris, 1990
- L'Art de vivre en Bretagne / Linda Dannenberg [et al.] ; photogr. de Guy Bouchet ; trad. de Stanislas Barets, 1990 . - Joe Copp / Don Pendleton ; trad. de l'américain par Stanislas Barets, 1990
- Le Rapt de Bunny Steiner ou un mensonge éhonté de Thomas Michael Disch, trad. de l'américain par Stanislas Barets, 1993  (depuis The Abduction of Bunny Steiner, or a Shameless Lie, dans "Isaac Asimov's Science Fiction Magazine", avril 1992)
- L'Archipel des Rêves (de James A. OWEN) trad. de Stanislas Barets, 2010, (depuis Here, there be dragons, 2006)